# Sabrina Paradies
 (mars 2024).
Sabrina Paradies (née le 17 octobre 1977 à Wardenburg) est une reine de beauté, élue Miss Germany en 1997.

## Biographie
L'amatrice de gymnastique de Wardenburg est élue Miss Oldenburg en octobre 1996, Miss Norddeutschland en décembre 1996 et Miss Germany en janvier 1997 au Friedrichstadt-Palast de Berlin. Après avoir été élue Miss Germany, elle décide d'interrompre la formation professionnelle qu'elle avait entamée pour devenir employée de banque.
Elle fait une apparition sur WDR dans le talk-show Böttinger avec Bettina Böttinger le 4 avril 1997 sur le thème de la « Reine de beauté », avec Petra Schürmann ainsi que dans un reportage Exklusiv – Die Reportage intitulé Sauna-Report Deutschland – Die nackte Lust am Schwitzen.
Elle entame ensuite une carrière dans la gestion événementielle.
Lors de l'élection de Queen of the World le 4 octobre 1997 à Baden-Baden, elle arrive troisième.